# The Complex
The Complex foi uma banda irlandesa de punk rock formada em 1979 em Dublin. A banda consistia dos membros Liam Ó Maonlaí (vocais, guitarra), Kevin Shields (guitarra), Colm Ó Cíosóig (bateria) e um baixista conhecido apenas como Mark. The Complex foi dissolvido em 1981 após a saída de Ó Maonlaí. Embora sem sucesso na cena musical de pós-punk de Dublin, os membros do The Complex formaram posteriormente bandas de sucesso de rock alternativo, incluindo My Bloody Valentine e Hothouse Flowers.

## História

### 1979–1980: Formação
The Complex foi formado por volta de 1979 quando o guitarrista de 16 anos Kevin Shields e o baterista de 14 Colm Ó Cíosóig responderam a um anúncio de Mark, com 12 anos na época. Shields e Ó Cíosóig se conheceram alguns meses antes, no que foi descrito como uma "amizade quase instantânea". Liam Ó Maonlaí, um amigo de Ó Cíosóig que frequentou a escola com ele na Coláiste Eoin em Booterstown, foi recrutado como vocalista principal e segundo guitarrista e a banda começou a ensaiar, o que foi descrito como "um tipo de coisa de todos os domingos". Shields disse que The Complex se formou a partir de "o que todos os nerds e esquisitos realmente fazem em oposição às pessoas legais com as jaquetas de couro". De acordo com Shields, a banda fez "um punhado de shows" durante sua curta carreira — a primeira delas incluiu versões cover de canções de Sex Pistols e Ramones.

### 1981: Dissolução
Estima-se que The Complex ficou ativo de seis meses a doze meses, de acordo com diferentes fontes. A banda se desfez quando Ó Maonlaí saiu para formar Hothouse Flowers, após o que Shields e Ó Cíosóig começaram a ensaiar com um baixista que Shields descreveu como "o típico cara do início dos anos 1980, ligeiramente descolado como Gang of Four". O trio formou outra banda, A Life in the Day, que focava em um som mais pós-punk influenciado por Siouxsie and the Banshees e Joy Division. A banda "tinha uma fita e se apresentava", mas não conseguiu realizar apresentações com mais de cem pessoas. Em 1983, Shields e Ó'Cíosóig formaram My Bloody Valentine com o vocalista principal David Conway, que se apresentava sob o pseudônimo Dave Stelfox.

## Estilo musical
Durante uma entrevista com a Buddyhead, Shields descreveu o som do The Complex como "apenas punk rock." Ele acrescentou que a banda executou um estilo de punk que estava "em algum lugar entre oi punk e punk antigo." Shields foi influenciado pelos Ramones, particularmente o guitarrista Johnny Ramone, a quem ele se referiu como "um gerador de ruído". Ó Maonlaí frequentemente tentava cantar com "uma voz dura, como John Lydon, [...] mas sempre em uma queda de chapéu ele cantaria como Elvis," de acordo com Shields. Ele acrescentou que Ó Maonlai estava mais acostumado "a esse tipo de canto do que a coisa pós-punk", o que levou à formação do Hothouse Flowers Em uma entrevista com a Pitchfork em 2013, Shields revelou que, durante seu tempo no The Complex em 1981, ele fez experiências com pitch bending, uma técnica de guitarra que mais tarde se tornou uma marca registrada do som de My Bloody Valentine.

## Ex-integrantes
- Liam Ó Maonlaí – vocais, guitarra (1979–1981)
- Kevin Shields – guitarra (1979–1981)
- Colm Ó Cíosóig – bateria, percussão (1979–1981)
- Mark – baixo (1979–1981)